# Maľý Rakytov
Malý Rakytov (1194 m, 1201 m) – szczyt w „turczańskiej” części Wielkiej Fatry na Słowacji. Znajduje się w grzbiecie biegnącym od Smrekova (1441 m) przez Veľký Rakytov (1268 m), Malý Rakytov i szczyt Hlboká (1010 m) na zachód, do Kotliny Turczańskiej. Jego południowe stoki opadają do Žarnovickiej doliny, wschodnie do Rožkovej doliny. W kierunku północno-zachodnim tworzy krótki grzbiet oddzielający dolinkę Hore vodou od głównego ciągu doliny Do Lúčok.
Malý Rakytov zbudowany jest ze skał wapiennych. Jest porośnięty lasem z licznymi skalnymi odsłonięciami. Znajduje się na obszarze Parku Narodowego Wielka Fatra, ponadto jego wschodnie stoki objęte są dodatkową ochroną – należą do rezerwatu przyrody Veľká Skalna. Nie prowadzi przez niego żaden szlak turystyczny.